# Alex Wilson (Freestyle-Skier)
Alexander "Alex" Wilson (* 15. Juli 1974 in Buffalo) ist ein ehemaliger US-amerikanischer Freestyle-Skier. Er startete in den Buckelpisten-Disziplinen Moguls und Dual Moguls.

## Werdegang
Wilson startete zu Beginn der Saison 1995/96 in Tignes erstmals im Weltcup und errang dabei den zehnten Platz im Moguls sowie den 33. Platz im Dual Moguls. Im weiteren Saisonverlauf erreichte er in La Clusaz mit dem zweiten Platz im Dual Moguls seine erste Podestplatzierung und zum Saisonende den 12. Platz im Moguls-Weltcup sowie den 11. Rang im Dual-Moguls-Weltcup. Bei seiner einzigen Teilnahme an Olympischen Winterspielen im Februar 1998 in Nagano wurde er Zehnter im Moguls. In der Saison 1998/99 kam er im Weltcup dreimal unter den ersten Zehn und holte im Moguls in Heavenly seinen ersten und einzigen Weltcupsieg. Beim Saisonhöhepunkt, den Weltmeisterschaften 1999 in Meiringen-Hasliberg, belegte er den 17. Platz im Dual Moguls und den siebten Rang im Moguls. Die Saison beendete er auf dem 22. Platz im Gesamtweltcup und auf dem neunten Rang im Moguls-Weltcup. In der folgenden Saison kam er bei zehn Teilnahmen am Weltcup fünfmal unter den ersten Zehn und erreichte mit dem zehnten Platz im Gesamtweltcup sowie mit dem fünften Rang im Moguls-Weltcup seine besten Gesamtergebnisse. Dies waren zugleich seine letzten Top-Zehn-Platzierungen im Weltcup. In den folgenden Jahren belegte er bei den Weltmeisterschaften im Januar 2001 in Whistler den zehnten Platz im Moguls und nahm im Januar 2002 in Lake Placid letztmals am Weltcup teil, wobei er den 14. Platz im Moguls errang. Neben dem Sport schloss er im Jahr 2005 sein Studium an der University of Colorado ab und zog später nach Anchorage.

## Erfolge

### Olympische Spiele
- 1998 Nagano: 10. Platz Moguls

### Weltmeisterschaften
- 1999 Meiringen-Hasliberg: 7. Platz Moguls, 17. Platz Dual Moguls
- 2001 Whistler: 10. Platz Moguls

### Weltcupsiege
Wilson nahm an 55 Weltcups teil und erreichte 17 Top-Zehn-Platzierungen sowie zwei Podestplatzierungen.
| Datum           | Ort      | Land               | Disziplin |
| --------------- | -------- | ------------------ | --------- |
| 23. Januar 1999 | Heavenly | Vereinigte Staaten | Moguls    |

### Weltcup-Gesamtplatzierungen
| Saison    | Gesamt | Gesamt | Moguls | Moguls | Dual Moguls | Dual Moguls |
| Saison    | Punkte | Platz  | Punkte | Platz  | Punkte      | Platz       |
| --------- | ------ | ------ | ------ | ------ | ----------- | ----------- |
| 1995/96   | 61     | 35.    | 488    | 12.    | 100         | 11.         |
| 1996/97   | 33     | 65.    | 132    | 24.    | 116         | 18.         |
| 1998/99   | 60     | 22.    | 240    | 9.     | 44          | 23.         |
| 1999/2000 | 81     | 10.    | 404    | 5.     | 8           | 27.         |
| 2000/01   | 14     | 70.    | 56     | 37.    | –           | –           |
| 2001/02   | 18     | 62.    | 108    | 33.    | –           | –           |